# Ungena za Ulimwengu (Unite the World)
"Ungena za Ulimwengu (Unite the World)" is een psychedelic soul single van de Amerikaanse soulgroep The Temptations. Het nummer werd in september 1970 uitgebracht als opvolger van de hit "Ball Of Confusion (That's What The World Is Today)". "Ungena Za Ulimwengu (Unite The World)" is afkomstig van het album "Sky's The Limit", het 21ste album van The Temptations, en was de eerste single van het album dat uitgebracht werd.
"Ungena Za Ulimwengu (Unite The World)" werd, net als vele voorgangers van het nummer, geschreven door Barrett Strong samen met Norman Whitfield. Strong was de tekstschrijver, terwijl Whitfield de muziek bedacht en tevens het nummer produceerde. Het onderwerp van het nummer is dat de wereldbevolking één zou moeten zijn in plaats van tegen elkaar te strijden. Hiermee wordt onder andere de oorlog in Vietnam mee bedoeld en de spanningen tussen de Verenigde Staten en de Sovjet-Unie. De oorspronkelijke titel van het nummer was "Ungena Za Ulimengu". Er werd echter voor gekozen om er "Ungena Za Ulimwengu (Unite The World)" van te maken om het duidelijker voor de luisteraars te maken waar het over gaat. "Unite The World" is namelijk een letterlijke vertaling van het Swahili "Ungena Za Ulimwengu".
In tegenstelling tot voorgangers als "Ball Of Confusion (That's What The World Is Today)", "Psychedelic Shack" en "I Can't Get Next To You", had "Ungena Za Ulimwengu (Unite The World)" veel kleiner succes. Waar de drie genoemde voorgangers allen een top 10 notering behaalden, bleef "Ungena Za Ulimwengu" haken op een #33 notering. Hiermee was het de eerste single van The Temptations, sinds "I'll Be In Trouble" uit 1964, die niet de top 30 wist te halen. Vanwege dit tegenvallende resultaat werd ervoor gekozen om als volgende single niet meer een psychedelic soul nummer te gebruiken, maar een ballad. Dit werd "Just My Imagination (Running Away With Me)", wat een #1-hit werd.
De B-kant van de single is "Hum Along And Dance". Dat nummer zou later onder andere gecoverd worden door Rare Earth en The Jackson 5.

## Bezetting
- Lead: Melvin Franklin en Dennis Edwards
- Achtergrond: Dennis Edwards, Melvin Franklin, Paul Williams, Eddie Kendricks en Otis Williams
- Instrumentatie: The Funk Brothers
- Schrijvers: Norman Whitfield en Barrett Strong
- Productie: Norman Whitfield